# Évadés de l'Enfer !
Évadés de l'Enfer ! (titre original : Escape From Hell!) est un roman fantastique de l'écrivain écossais Hal Duncan publié aux États-Unis en 2008 et en France en 2010.

## Synopsis
Quatre personnes décèdent : un tueur à gages, une prostituée, un clochard et un homosexuel. Ces quatre personnes se retrouvent instantanément... en Enfer ! Envers et contre tous, ils vont essayer de s'en enfuir.